# الجسد المضيف
الجسد المضيف (بالإنجليزية: The Host)‏ هي رواية الخيال العلمي والرومانسية من قلم ستيفاني ماير. الرواية تدور احداثها حول ارواح تسيطر على الأرض وتسكن اجساد سكانها، والكتاب يصف مأزق روح واحدة عندما يرفض عقل مضيفها الإنساني سيطرتها، الرواية صدرت في 6 مايو 2008، وطبع من الدفعة الأولى أكثر من 750000 نسخة. ويمكنك قراءة المقدمة والفصل الرابع من الرواية في الموقع الرسمي لستيفاني ماير باللغة الإنجليزية.